# تقنية عديد البؤر
تقنية عديد البؤر هي تقنية تستخدم في فحوصات القرنية وتسجيلات الآثار البصرية المحتملة من أجل فصل الردود الصادرة عن المستحث من المناطق المختلفة في مجال الرؤية (وبالتالي مواقع مختلفة على الشبكية).
المفهوم كما يلي: كل موقع في مجال الرؤية يتم تحفيزه بواسطة التحفيز المتسلسل الذي هو مربوط مع تسلسل يُستخدم في مناطق أخرى. كل مناطق مجال الرؤية يتم تحفيزها مع تسلسلهم الفردي. نشاط القرنية والذي هو خليط من ردود كل أماكن مجال الرؤية يتم تسجيله بطريقة فحص القرنية المعتادة أو بواسطة تسجيلات الآثار البصرية المحتملة. بسبب استقلال تسلسلات التحفيز، يمكن استخراج ردود كل منطقة في مجال الرؤية على حدة باستخدام لوغاريتمات رياضية. 
تقنية عديد البؤر خاصة في فحص القرنية المعتاد تستخدم في تشخيص أمراض العيون.